# Ульянова, Нина Николаевна
Ни́на Никола́евна Улья́нова (укр. Ніна Миколаївна Ульянова; 25 июня 1924, Киев, Украинская ССР, СССР — 12 апреля 1994, Киев, Украина) — советский и украинский учёный-правовед, специалист в области международного права. Доктор юридических наук (1983), старший научный сотрудник. В 1944 году окончила юридический факультет Киевского государственного университета имени Т. Г. Шевченко, после чего более сорока лет проработала в Институте государства и права Академии наук Украинской ССР. С 1959 года была старшим научным сотрудником, а в 1986—1990 годах — ведущим научным сотрудником-консультантом. Известна исследованием сущности многосторонних международных договоров.

## Биография
Нина Николаевна родилась в Киеве 25 июня 1924 года. Её отец был рабочим. Среднее образование она получила в родном городе, где в 1941 году окончила школу № 20. Однако после начала Великой Отечественной войны Нина Ульянова была эвакуирована в Воронежскую область, где начала работать кочегаром на элеваторе «Заготзерно», который находился в городе Грязи. Позже она переехала в Аральск (тогда — Казахская ССР), где работала инструктором в районном совете. Третьим городом, в который переехала Ульянова в период своей эвакуации, был Куйбышев, где она также работала инструктором Красноглинского райсовета этого города. Последним городом, в котором жила Нина Ульянова во время эвакуации, стала Москва. Там она работала контролёром на номерном заводе и параллельно училась на подготовительном отделении в Московском авиационном институте.
В декабре 1944 года Ульянова вернулась из эвакуации в родной город, где уже в январе следующего года начала работать на должности секретаря в управлении социальных учреждений Министерства социального обеспечения Украинской ССР (проработала там до 1947 года). В 1946 году она поступила на юридический факультет Киевского государственного университета имени Т. Г. Шевченко, который окончила в 1949 году. В том же году начала работать младшим научным сотрудником в недавно созданном Секторе (с 1969 года — Институт) государства и права Академии наук Украинской ССР, которым руководил академик В. М. Корецкий. Впоследствии Ульянова стала представительницей научной школы академика Корецкого.
Работая в Секторе государства и права сосредоточилась на исследовании международно-правового статуса международных неправительственных организаций. Вследствие чего, в 1954 году написала и защитила диссертацию на соискание учёной степени кандидата юридических наук по теме «Международные демократические организации трудящихся и их консультативный статус при ООН». Спустя пять лет Ульяновой было присвоено учёное звание старшего научного сотрудника и тогда же она была избрана на одноимённую должность в Секторе государства и права. Кроме научной деятельности, в составе украинских делегаций участвовала в сессиях Генеральной Ассамблеи ООН и генеральных конференциях Международной организации труда, конференциях ЮНЕСКО и ООН. Участвовала в написании обобщений по актуальным тогда вопросам международного права для Министерства иностранных дел Украинской ССР. Коллеги Нины Николаевны — учёные Владимир Денисов и Константин Савчук характеризовали её выступления во время работы в международных организациях как «высококвалифицированные», которые помогали «повышению авторитета Украины» в международных организациях.
В 1961 году, исследуя материалы в Центральном государственном историческом архиве Украинской ССР, Нина Ульянова вместе со своей коллегой из Харькова, кандидатом юридических наук Владимиром Семёновым обнаружила учебник по международному праву за авторством Тихона Степанова, который является первым в своём роде изданным в Российской империи и считался утраченным в годы Великой Отечественной войны. В том же году в Советском ежегоднике международного права за 1960 год (изданном в Москве) вышла статья Владимира Семёнова и Нины Ульяновой «Первый русский курс международного права», посвящённая обнаруженному ими учебнику.
Продолжала свою работу в международных организациях. В 1969 году Ульянова была назначена представителем Украинской ССР в Постоянной палате третейского суда в Гааге. В 1983 году она возглавила украинскую делегацию на Венской конференции о правопреемстве государств в отношении государственной собственности, государственных архивов и государственных долгов. В том же году Нина Николаевна защитила диссертацию на соискание учёной степени доктора юридических наук по теме «Общие многосторонние договоры в системе международно-правового регулирования». Её официальными оппонентами на защите этой работы были профессора И. И. Лукашук, Г. И. Тункин и Е. Т. Усенко. В 1984 году ей была присвоена докторская степень. Владимир Денисов и Константин Савчук отмечали, что в этой работе Ульяновой удалось раскрыть важное значение международных многосторонних договоров для международного права и сотрудничества. Также они отмечали, что Н. Н. Ульянова внесла наибольший научный вклад в исследование международных многосторонних договоров.
В 1986 году Нина Николаевна вышла на пенсию, но осталась работать в Институте государства и права до 1990 года на должности ведущего научного сотрудника-консультанта в отделе международного права и сравнительного правоведения. Скончалась 12 апреля 1994 года в Киеве.